# Герб Сент-Винсента и Гренадин
Герб Сент-Винсента и Гренадин — один из государственных символов Сент-Винсента и Гренадин. Дарован 29 ноября 1912 года как герб колонии, утверждён в 1979 году как герб независимого государства.

## Описание
В серебряном поле стоящий на зелёном основании золотой алтарь с изображённым на нём рукопожатием, по сторонам от алтаря две женщины, одетые в синее платье. Правая держит в правой руке ветвь оливкового дерева, левая — преклонила правое колено и совершает жертвоприношение. В нашлемнике — цветок хлочатника, Под гербом на ленте написан девиз лат. «Pax et justitia» (с лат. — «Мир и справедливость»).

## История
Достоверно известно, что знак (бейдж) Сент-Винсента использовался с 1871 года, однако, вероятно, мог возникнуть ранее этой даты. В целом он повторял рисунок современного герба — на нём были изображены две рыжеволосые женщины, одетые в пеплос, персонификации Мира и Правосудия, делающие подношение на алтарь Братства. Женщина справа, с оливковой ветвью в руках, символизировала Мир, женщина слева — Справедливость; на алтаре видно рукопожатие — символ Братства. На эмблеме мог изображаться девиз, также иногда она украшалась императорской короной. Этот дизайн был пересмотрен в 1907 году: цвет волос женщин был изменён на тёмный, а в сложенные руки одной из них было добавлено блюдце.
С последней четверти XIX века эмблема стала изображаться на британском синем кормовом флаге, который служил флагом колонии. 29 ноября 1912 года был издан королевский ордер (Royal Warrant), согласно которому был принят герб колонии, в основных чертах совпадающий с бейджем, при этом на флаге по прежнему продолжал использоваться бейдж. Герб незначительно отличался от бейджа — эмблема стала изображаться на щите, девиз — на ленте под щитом, в нашлемнике был помещён цветок хлочатника. После того, как в 1979 году Сент-Винсент и Гренадины образовали независимое государство, герб не изменился, однако в 1979—1985 году на флаге государства герб был изображён на фоне листа хлебного дерева (важной статьи экспорта страны), и в некоторых источниках подобное изображение считается одним из вариантов герба.